# Liste der Steinkreuze im Landkreis Bayreuth
Diese sortierbare Liste enthält Steinkreuze (Sühnekreuze, Kreuzsteine etc.) des oberfränkischen Landkreises Bayreuth in Bayern. Die Liste ist möglicherweise unvollständig.

## Liste bekannter Steinkreuze
| Bild           | Objekt                     | Kurzbeschreibung                                                                                   | Material  | Abmessungen Höhe:Breite:Dicke | Entstehung          | BLfD-Referenz | Gemeinde/Stadt                 | Koordinaten                      | Bemerkung |
| -------------- | -------------------------- | -------------------------------------------------------------------------------------------------- | --------- | ----------------------------- | ------------------- | ------------- | ------------------------------ | -------------------------------- | --------- |
|                | Kreuzstein Hundshof        | Kreuzstein mit einem Relief-Tatzenkreuz. siehe auch: suehnekreuz.de                                | Kalkstein | 120:60:25                     | 16. Jahrhundert     | D-4-72-111-12 | Ahorntal / Hundshof            | 49° 51′ 6,9″ N, 11° 25′ 26,6″ O  |           |
|                | Kreuzstein Weiher          | Kreuzstein. siehe auch: suehnekreuz.de                                                             | Kalkstein | 115:55:17                     | 16./17. Jahrhundert | D-4-72-111-5  | Ahorntal / Kirchahorn          | 49° 50′ 14,9″ N, 11° 24′ 32,3″ O |           |
|                | Kreuzstein Wünschendorf    | Kreuzstein mit einem Relief-Tatzenkreuz. siehe auch: suehnekreuz.de                                | Kalkstein | 85:50:20                      | 16./17. Jahrhundert | D-4-72-111-6  | Ahorntal / Kirchahorn          | 49° 49′ 50″ N, 11° 23′ 38″ O     |           |
|                | Kreuzstein Oberailsfeld    | Kreuzstein mit Reliefs. siehe auch: suehnekreuz.de                                                 | Kalkstein | 95:65:17                      | 1732                | D-4-72-111-18 | Ahorntal / Oberailsfeld        | 49° 48′ 42,3″ N, 11° 21′ 1,3″ O  |           |
|                | Kreuzstein Rabenstein      | Kreuzstein mit einem herausgearbeiteten Malteserkreuz. siehe auch: suehnekreuz.de                  | Sandstein | 82:67:33                      | 18. Jahrhundert     |               | Ahorntal / Rabenstein          | 49° 49′ 20,7″ N, 11° 22′ 13″ O   |           |
| weitere Bilder | Russenstein                | Kreuzstein mit tiefeingemeißeltem Kreuz. siehe auch: suehnekreuz.de                                | Kalkstein | 120:75:25                     | 18. Jahrhundert     | D-4-72-115-8  | Aufseß / Neuhaus               | 49° 54′ 35,5″ N, 11° 13′ 38,4″ O |           |
|                | Kreuzstein Sachsendorf     | Kreuzstein, Kreuz eingerillt. siehe auch: suehnekreuz.de                                           | Kalkstein | 60:35:15                      | ?                   |               | Aufseß / Sachsendorf           | 49° 54′ 2″ N, 11° 15′ 8,5″ O     |           |
| weitere Bilder | Ritterstein                | Steinkreuz mit starker Verwitterung und Relief eines Menschen mit Kopf. siehe auch: suehnekreuz.de | Sandstein | 160:75:20                     | um 1600             | D-4-72-119-23 | Bindlach / Benk                | 50° 0′ 53,5″ N, 11° 36′ 34,9″ O  |           |
|                | Steinkreuz Bühl            | Steinkreuz. siehe auch: suehnekreuz.de                                                             | Sandstein | 117:60:22                     | 16. Jahrhundert     | D-4-72-127-72 | Creußen / Bühl                 | 49° 50′ 44,3″ N, 11° 36′ 53,4″ O |           |
|                | Kreuzstein Hörhof          | Kreuzstein mit flachen Reliefkreuz. siehe auch: suehnekreuz.de                                     | Sandstein | 200:70:20                     | spätmittelalterlich | D-4-72-127-68 | Creußen / Hörhof               | 49° 52′ 35,1″ N, 11° 36′ 40,5″ O |           |
|                | Steinkreuz Lankenreuth     | Steinkreuz, im Kreuzbalken ein kleines Loch, siehe auch: suehnekreuz.de                            | Sandstein | 65:90:30                      | ?                   |               | Creußen / Lankenreuth          | 49° 52′ 11,8″ N, 11° 36′ 46,9″ O |           |
|                | Steinkreuz Reichholdsweber | Steinkreuz. siehe auch: suehnekreuz.de                                                             | Sandstein | 65:35:25                      | 16. Jahrhundert     | D-4-72-127-67 | Creußen / Reichholdsweber      | 49° 51′ 8,7″ N, 11° 38′ 7,7″ O   |           |
| weitere Bilder | Kreuzstein Eckersdorf      | Kreuzstein mit Reliefkreuz. siehe auch: suehnekreuz.de                                             | Sandstein | 125:80:20                     | 16./17. Jahrhundert | D-4-72-131-7  | Eckersdorf / -                 | 49° 56′ 10,8″ N, 11° 29′ 6,9″ O  |           |
| weitere Bilder | Kreuzstein Oberwaiz        | Kreuzstein mit eingeritzten Malteserkreuz. siehe auch: suehnekreuz.de                              | Sandstein | 160:75:20                     | 17. Jahrhundert     | D-4-72-131-20 | Eckersdorf / Oberwaiz          | 49° 56′ 23,6″ N, 11° 29′ 13,5″ O |           |
|                | Kreuzstein Gesees 1        | Kreuzstein, gotisches Kreuz eingemeißelt. siehe auch: suehnekreuz.de                               | Sandstein | 80:75:25                      | 15. Jahrhundert     | D-4-72-140-7  | Gesees / -                     | 49° 53′ 40,8″ N, 11° 32′ 44,8″ O |           |
|                | Kreuzstein Gesees 2        | Kreuzstein mit Pflugschar und Reutschäufelein. siehe auch: suehnekreuz.de                          | Sandstein | 80:60:30                      | 15. Jahrhundert     | D-4-72-140-1  | Gesees / -                     | 49° 54′ 10″ N, 11° 32′ 32,7″ O   |           |
|                | Kreuzstein Gesees 3        | Kreuzstein, Kreuz eingerillt. siehe auch: suehnekreuz.de                                           | Sandstein | 150:60:30                     | 15. Jahrhundert     | D-4-72-140-4  | Gesees / -                     | 49° 53′ 56,4″ N, 11° 32′ 28,7″ O |           |
|                | Kreuzstein Gesees 4        | Kreuzstein, abgegangen. siehe auch: suehnekreuz.de                                                 | ?         | ?                             | ?                   | -             | Gesees / -                     | 49° 53′ 59,2″ N, 11° 32′ 25,2″ O |           |
|                | Steinkreuz bei Spänfleck   | Steinkreuz, verwittert. siehe auch: suehnekreuz.de                                                 | Sandstein | 160:60:25                     | ?                   | -             | Gesees / Spänfleck             | 49° 51′ 35,2″ N, 11° 31′ 26,8″ O |           |
|                | Kreuzstein Haag            | Kreuzstein mit Reliefkreuz. siehe auch: suehnekreuz.de                                             | Sandstein | 105:80:28                     | spätmittelalterlich | D-4-72-146-4  | Haag / -                       | 49° 52′ 8,9″ N, 11° 32′ 47,3″ O  |           |
|                | Judenstein                 | Kreuzstein mit einem erhabenen Kreuz. siehe auch: suehnekreuz.de                                   | Kalkstein | 120:60:25                     | ?                   |               | Hollfeld / -                   | 49° 56′ 56,3″ N, 11° 17′ 4,7″ O  |           |
|                | Kreuzstein Drosendorf      | Kreuzstein mit Kreuzrelief. siehe auch: suehnekreuz.de                                             | Sandstein | 105:43:21                     | ?                   |               | Hollfeld / Drosendorf          | 49° 55′ 41″ N, 11° 13′ 27,1″ O   |           |
|                | Steinkreuz Pittersdorf     | Steinkreuz.                                                                                        | ?         | ?                             | ?                   | D-4-72-155-1  | Hummeltal / Pittersdorf        |                                  |           |
|                | Steinkreuz                 | Steinkreuz.                                                                                        | ?         | ?                             | Spätmittelalterlich | D-4-72-156-5  | Kirchenpingarten / -           |                                  |           |
|                | Kreuzblockmarter           | Steinkreuz mit Reutschaufel. siehe auch: suehnekreuz.de                                            | Sandstein | 100:90:38                     | mittelalterlich     | D-4-72-156-6  | Kirchenpingarten / Dennhof     | 49° 55′ 16,2″ N, 11° 48′ 25″ O   |           |
|                | Steinkreuz Tressau 2       | Kreuzstein mit einem erhabenen Kreuz. siehe auch: suehnekreuz.de                                   | Sandstein | 43:37:25                      | spätmittelalterlich | D-4-72-190-16 | Kirchenpingarten / Tressau     | 49° 52′ 10,7″ N, 11° 22′ 43″ O   |           |
|                | Steinkreuz Tressau 1       | Steinkreuz mit einfachen Schwert. siehe auch: suehnekreuz.de                                       | Sandstein | 120:100:30                    | spätmittelalterlich | D-4-72-190-15 | Kirchenpingarten / Tressau     | 49° 53′ 59,3″ N, 11° 45′ 12,2″ O |           |
|                | Steinkreuz Mistelbach      | Steinkreuz mit flachen Kreuzrelief. siehe auch: suehnekreuz.de                                     | Sandstein | 105:60:30                     | 17./18. Jahrhundert | D-4-72-166-5  | Mistelbach / Finkenmühle       | 49° 54′ 19,3″ N, 11° 30′ 31,6″ O |           |
|                | Kreuzstein Büchenbach      | Kreuzstein mit Flachrelief. siehe auch: suehnekreuz.de                                             | Kalkstein | 127:63:?                      | ?                   |               | Pegnitz / Büchenbach           | 49° 47′ 41,2″ N, 11° 30′ 42,9″ O |           |
|                | Steinkreuz Büchenbach      | Steinkreuz. siehe auch: suehnekreuz.de                                                             | Granit    | 80:65:30                      | 16./17. Jahrhundert | D-4-72-175-55 | Pegnitz / Büchenbach           | 49° 48′ 12,5″ N, 11° 30′ 2,5″ O  |           |
|                | Kreuzstein Hufeisen        | Kreuzstein mit Kreuzrelief. siehe auch: suehnekreuz.de                                             | Sandstein | 122:60:25                     | ?                   |               | Pegnitz / Hufeisen             | 49° 40′ 58,9″ N, 11° 33′ 7″ O    |           |
|                | Kreuzstein Körbeldorf      | Kreuzstein mit Relief-Tatzenkreuz. siehe auch: suehnekreuz.de                                      | Kalkstein | 147:60:33                     | mittelalterlich     | D-4-72-175-63 | Pegnitz / Körbeldorf           | 49° 46′ 27,4″ N, 11° 29′ 53,9″ O |           |
|                | Kreuzstein Schressendorf 2 | Kreuzstein, abgegangen. siehe auch: suehnekreuz.de                                                 | ?         | ?                             | ?                   | -             | Plankenfels / Schressendorf    | 49° 53′ 4″ N, 11° 19′ 21,8″ O    |           |
|                | Kreuzstein Schressendorf 1 | Kreuzstein, abgegangen. siehe auch: suehnekreuz.de                                                 | ?         | ?                             | ?                   | -             | Plankenfels / Schressendorf    | 49° 53′ 5,1″ N, 11° 19′ 21,6″ O  |           |
|                | Schusterkreuz              | Kreuzstein, Kreuz eingerillt. siehe auch: suehnekreuz.de                                           | Kalkstein | 145:90:20                     | 17. Jahrhundert     | D-4-72-179-61 | Pottenstein / -                | 49° 46′ 30,2″ N, 11° 25′ 37″ O   |           |
|                | Kreuzstein Pottenstein 3   | Kreuzstein. siehe auch: suehnekreuz.de                                                             | Kalkstein | 155:37:27                     | mittelalterlich     | D-4-72-179-70 | Pottenstein / Haßlach          | 49° 47′ 48,4″ N, 11° 24′ 27,8″ O |           |
|                | Kreuzstein Altencreußen    | Kreuzstein. siehe auch: suehnekreuz.de                                                             | Sandstein | 63:43:20                      | mittelalterlich     | D-4-72-180-1  | Prebitz / Altencreußen         | 49° 49′ 5,4″ N, 11° 39′ 43,7″ O  |           |
|                | Kreuzstein Schnabelwaid    | Kreuzstein, verwittert. siehe auch: suehnekreuz.de                                                 | Sandstein | 52:35:20                      | ?                   |               | Schnabelwaid / -               | 49° 48′ 47″ N, 11° 34′ 42,7″ O   |           |
|                | Steinkreuz Seybothenreuth  | Steinkreuz, obere Längsbalken und der linke Querbalken fehlen. siehe auch: suehnekreuz.de          | Sandstein | 65:70:20                      | mittelalterlich     | D-4-72-188-5  | Seybothenreuth / -             | 49° 53′ 51,6″ N, 11° 42′ 7,6″ O  |           |
|                | Steinkreuz Lessau          | Steinkreuz mit Seelenloch. siehe auch: suehnekreuz.de                                              | Sandstein | 110:60:35                     | mittelalterlich     | D-4-72-188-6  | Seybothenreuth / -             | 49° 55′ 17,4″ N, 11° 42′ 52,4″ O |           |
|                | Kreuzstein Kirchenlaibach  | Kreuzstein, tief eingeritztes Kreuz. siehe auch: suehnekreuz.de                                    | Sandstein | 75:90:25                      | ?                   |               | Speichersdorf / Kirchenlaibach | 49° 53′ 58,1″ N, 11° 45′ 17,9″ O |           |
|                | Kreuzstein Waischenfeld 1  | Kreuzstein mit Reliefkreuz. siehe auch: suehnekreuz.de                                             | Kalkstein | 125:75:27                     | ?                   |               | Waischenfeld / -               | 49° 51′ 9,4″ N, 11° 20′ 35,8″ O  |           |
|                | Kreuzstein Waischenfeld 3  | Kreuzstein, eingeritzten Kreuz. siehe auch: suehnekreuz.de                                         | ?         | 160:?:?                       | ?                   |               | Waischenfeld / -               | 49° 51′ 16,2″ N, 11° 19′ 20,8″ O |           |
|                | Kreuzstein Waischenfeld 2  | Steinkreuz mit Tatzenkreuz. siehe auch: suehnekreuz.de                                             | Kalkstein | 190:110:30                    | ?                   |               | Waischenfeld / -               | 49° 50′ 47,9″ N, 11° 21′ 27,1″ O |           |
|                | Steinkreuz Waischenfeld    | Steinkreuz. siehe auch: suehnekreuz.de                                                             | Sandstein | 110:70:25                     | ?                   | -             | Waischenfeld / .               | 49° 51′ 9,4″ N, 11° 20′ 35,8″ O  |           |
| weitere Bilder | Russenstein Breitenlesau   | Kreuzstein mit Reliefkreuz. siehe auch: suehnekreuz.de                                             | Kalkstein | 170:40:25                     | 1813 und 1823       | D-4-72-197-60 | Waischenfeld / Breitenlesau    | 49° 51′ 55,5″ N, 11° 17′ 44,2″ O |           |
|                | Kreuzstein Langenloh       | Kreuzstein mit Reliefkreuz. siehe auch: suehnekreuz.de                                             | Kalkstein | 115:52:38                     | 16./17. Jahrhundert | D-4-72-197-46 | Waischenfeld / Langenloh       | 49° 50′ 12,4″ N, 11° 21′ 29,2″ O |           |
|                | Steinkreuz Weidenberg 1    | Steinkreuz, oberer Kreuzbalken fehlt. siehe auch: suehnekreuz.de                                   | Sandstein | 70:90:35                      | 1563                | D-4-72-199-4  | Weidenberg / -                 | 49° 56′ 20″ N, 11° 43′ 2,5″ O    |           |
|                | Steinkreuz Weidenberg 2    | Steinkreuz mit Kreuz. siehe auch: suehnekreuz.de                                                   | Sandstein | 100:75:40                     | ?                   | -             | Weidenberg / -                 | 49° 56′ 52,4″ N, 11° 43′ 3,6″ O  |           |
|                | Steinkreuz Waizenreuth     | Steinkreuz. siehe auch: suehnekreuz.de                                                             | Sandstein | 75:90:30                      | mittelalterlich     | D-4-72-199-91 | Weidenberg / Langengefäll      | 49° 55′ 40,6″ N, 11° 45′ 30″ O   |           |
|                | Kreuzstein Lankendorf      | Kreuzstein, kleines Loch. siehe auch: suehnekreuz.de                                               | Sandstein | 80:50:35                      | mittelalterlich     | D-4-72-199-74 | Weidenberg / Lankendorf        | 49° 56′ 24,1″ N, 11° 41′ 19,9″ O |           |
|                | Steinkreuz Saas            | Steinkreuz mit Bruchstelle. siehe auch: suehnekreuz.de                                             | Sandstein | 100:105:30                    | mittelalterlich     | D-4-72-143-48 | Weidenberg / Saas              | 49° 58′ 58,5″ N, 11° 41′ 28,4″ O |           |
|                | Steinkreuz Ziegelhütte     | Steinkreuz mit Pflugschar und Reuterschaufel. siehe auch: suehnekreuz.de                           | Sandstein | 80:50:16                      | 15. Jahrhundert     | D-4-72-199-65 | Weidenberg / Ziegelhütte       | 49° 55′ 17″ N, 11° 42′ 51,8″ O   |           |